# Musikjahr 1791
Liste der Musikjahre

◄◄ | ◄ | 1787 | 1788 | 1789 | 1790 | Musikjahr 1791 | 1792 | 1793 | 1794 | 1795 | ► | ►►

Weitere Ereignisse
Dieser Artikel behandelt das Musikjahr 1791.

## Ereignisse
- 24. Mai: Carl Friedrich Christian Fasch gründet die Sing-Akademie zu Berlin, den weltweit ersten gemischten Chor. Dies ist der Ausgangspunkt des gemischten Chorgesanges und der Bach-Renaissance im 19. Jahrhundert.

## Instrumental und Vokalmusik (Auswahl)
- Ludwig van Beethoven: Musik zu einem Ritterballett
- Johann Ladislaus Dussek: 6 Violinsonaten
- Anton Eberl: Bey Mozart’s Grabe, Kantate für Soli, Chor und Cembalo
- Joseph Haydn: Der Komponist befindet sich in diesem Jahr auf seiner Reise nach London. Dort komponiert er unter anderem folgende Werke: 93. Sinfonie; 94. Sinfonie (Sinfonie mit dem Paukenschlag); 95. Sinfonie, 96. Sinfonie
- Wolfgang Amadeus Mozart: Ave verum; Klarinettenkonzert, KV 622, sein letztes vollendetes Instrumentalwerk; Adagio und Rondo KV 617; am 18. November vollendet der Komponist sein letztes Werk, die Kleine Freimaurerkantate, KV 623, bereits im Zustand der Bettlägerigkeit. Das von ihm begonnene Requiem, eine Auftragsarbeit für den Grafen Franz von Walsegg, wird nach seinem Tod von seiner Witwe Constanze zunächst seinem Schüler Joseph von Eybler zur Fertigstellung angeboten und letztlich von Franz Xaver Süßmayr vollendet. Klavierlied Sehnsucht nach dem Frühlinge (Komm, lieber Mai, und mache) KV 596, komponiert am 4. Januar auf den Text von Christian Adolph Overbeck.
- Johann Gottlieb Naumann: Messe 5 (Nr. 17) a-Moll; Messe 7 (Nr. 19) As-Dur
- Paul Wranitzky: Drei Sinfonien op. 16 (Erstveröffentlichung)

## Musiktheater
- Ende Februar oder Anfang März: Uraufführung der Oper Der wohltätige Derwisch von Benedikt Schack,  Franz Xaver Gerl und Johann Baptist Henneberg im Freihaustheater in Wien
- 19. März: Uraufführung der Oper Camille ou Le Souterrain von Nicolas Dalayrac in Paris (Comédie Italienne)
- 27. März: Die Uraufführung der Oper Les Deux Sentinelles von Henri Montan Berton erfolgt an der Opéra-Comique in Paris.
- 30. März: Uraufführung der Oper La dama soldato von Johann Gottlieb Naumann in Dresden
- 09. April: Uraufführung der Oper Guillaume Tell von André-Ernest-Modeste Grétry in Paris (Comédie-Italienne)
- 16. Juni: Uraufführung der Oper La locanda von Giovanni Paisiello in London.
- 30. Juli: Die Uraufführung der Oper The Surrender of Calais von Samuel Arnold erfolgt im Little Theatre in London.
- 06. September: Die Uraufführung der Oper La clemenza di Tito (Die Milde des Titus) von Wolfgang Amadeus Mozart erfolgt anlässlich der Krönung Kaiser Leopolds II. zum König von Böhmen im Prager Ständetheater. Das Libretto stammt von Caterino Mazzolà nach einer Vorlage von Pietro Metastasio.
- 30. September: Die Uraufführung der Oper Die Zauberflöte von Wolfgang Amadeus Mozart auf das Libretto von Emanuel Schikaneder findet am Freihaustheater in Wien statt.
- 10. Oktober: Uraufführung der Oper Agnès et Olivier von Nicolas Dalayrac in Paris (Comédie Italienne)
- 28. Dezember: Uraufführung der Oper Philippe et Georgette von Nicolas Dalayrac in Paris (Comédie Italienne)

Weitere Werke
- Giovanni Paisiello: Ipermestra (Oper nach einem Libretto von Pietro Metastasio)
- Luigi Cherubini: Lodoïska (Oper)
- Étienne-Nicolas Méhul: Cora (Oper in 4 Akten)
- Niccolò Antonio Zingarelli: Pirro re di Epiro
- Stephen Storace: Drei Opern (1) The Siege of Belgrade; (2) The Cave of Trophonius; (3) Poor Old Drury
- Louis Emmanuel Jadin: La Vengeance du bailli ou La Suite d'Annette et Lubin (Oper 2 Akte); L'Heureux Stratagème (Oper 2 Akte)
- Peter von Winter: In diesem Jahr erscheinen zwei Opern des Komponisten: (1) Antigona und (2) Catone in Utica.
- Vicente Martín y Soler: Fedul und seine Kinder (Oper, im Original auf Russisch).

## Geboren
- 28. Januar: Ferdinand Hérold, französischer Komponist elsässischer Herkunft. († 1833)
- 21. Februar: Carl Czerny, österreichischer Pianist und Klavierpädagoge († 1857)
- 17. März: Achille Dartois, französischer Librettist († 1868)
- 01. April: Franciszek Mirecki, polnischer Komponist († 1862)
- 11. April: Désiré Beaulieu, französischer Komponist († 1863)
- 11. Mai: Jan Václav Voříšek, böhmischer Komponist († 1825)
- 29. Mai: Pietro Romani, italienischer Dirigent, Komponist und Musikpädagoge († 1877)
- 09. Juli: Rudolph Bay, dänischer Komponist († 1856)
- 26. Juli: Franz Xaver Wolfgang Mozart, österreichischer Komponist († 1844)
- 05. September: Giacomo Meyerbeer, deutscher Komponist und Dirigent († 1864)
- 07. Oktober:  Friedrich Wilhelm Grund, deutscher Komponist, Dirigent und Musiklehrer († 1874)
- 22. November: Carl Gottlob Häcker, deutscher Orgelbauer († 1860)
- 27. November: Carlo Evasio Soliva, italienischer Komponist Schweizer Herkunft († 1853)
- 04. Dezember: Johann Gottlob Töpfer, deutscher Organist, Komponist und Theoretiker des Orgelbaus († 1870)
- 08. Dezember: Peter Joseph von Lindpaintner, deutscher Komponist und Dirigent († 1856)
- 31. Dezember: Franz Wild, österreichischer Opernsänger († 1860)

## Gestorben

### Todesdatum gesichert
- 02. Februar: Cecilia Grassi, italienische Sängerin (* um 1740)
- 22. März: Carlo Besozzi, italienischer Oboist und Komponist (* 1738)
- 23. März: Amdi Worm, dänischer Orgelbauer und Organist (* 1722)
- 14. Mai: Franziska Lebrun, deutsche Opernsängerin (Sopran) und Komponistin (* 1756)
- 17. Mai: Jacob Wilhelm Lustig, niederländischer Komponist, Organist und Musiktheoretiker (* 1706)
- 25. August: Pietro Domenico Paradies, italienischer Komponist und Lehrer (* 1707)
- 02. September: František Kočvara, tschechischer Komponist (* um 1740)
- 10. Oktober: Christian Friedrich Daniel Schubart, deutscher Dichter, Komponist und Journalist (* 1739)
- 25. Oktober:  Giovanni Battista Ferrandini, italienischer Komponist der Vorklassik (* um 1710)
- 05. Dezember: Wolfgang Amadeus Mozart, Komponist aus Salzburg (* 1756)

### Genaues Todesdatum unbekannt
- Nicolaus Jantzon, deutscher Orgelbauer (* 1720)
- Giuseppe Demachi, italienischer Violinist und Komponist der Klassik. (* 1732)
- Marie-Anne-Catherine Quinault, französische Schauspielerin und Komponistin (* 1695)